# مهرجان فارتبورغ

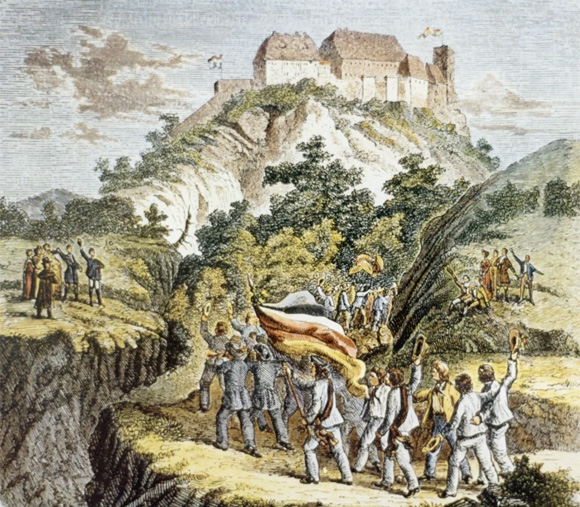
1817

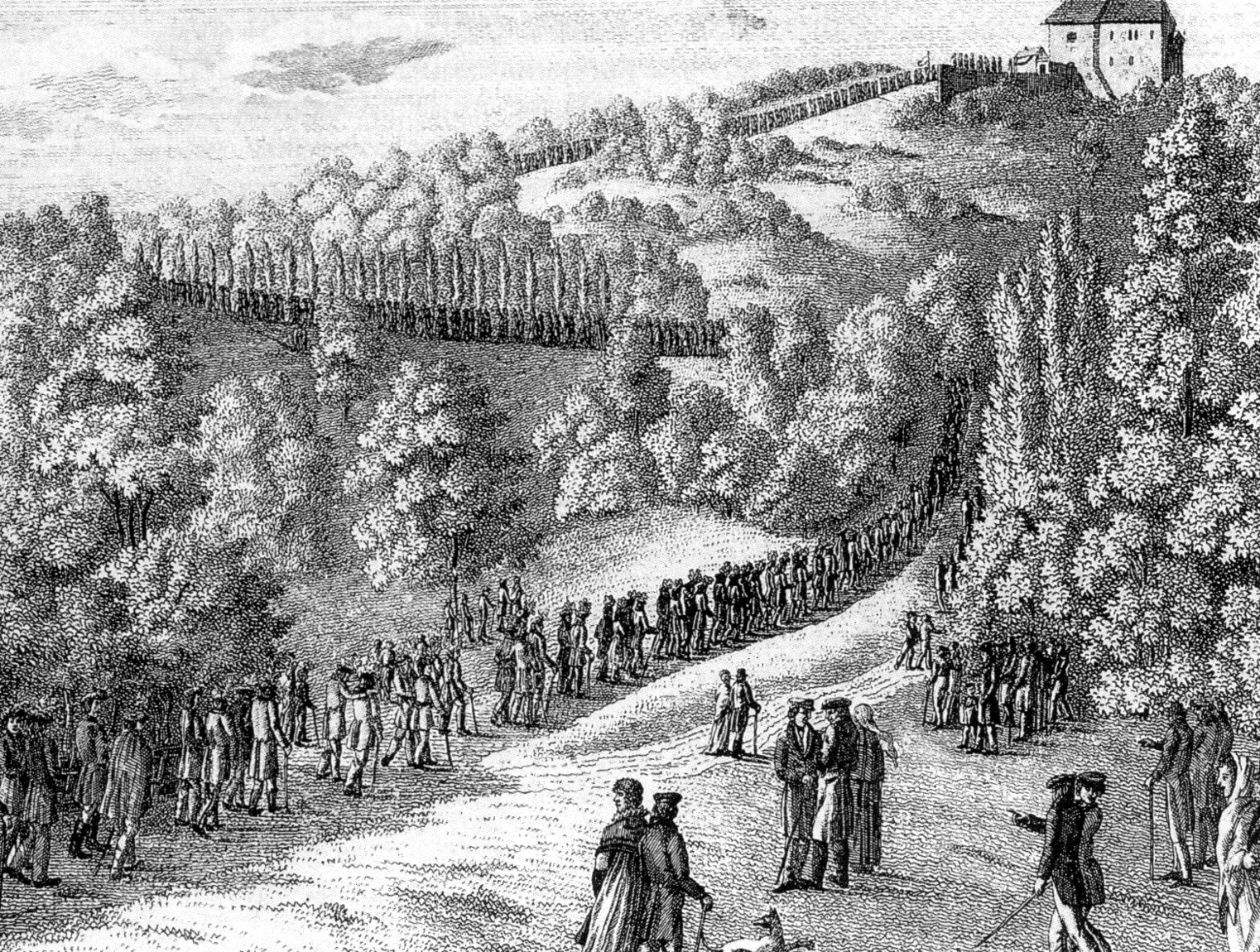
الطلاب يسيرون نحو فارتبورغ سنة 1817

مهرجان فارتبورغ الأول (بالألمانية: Wartburgfest) كان مؤتمرًا لحوالي 500 طالب ألماني بروتستانتي، عُقد في 18 أكتوبر 1817 كان حدثاً هاماً في تاريخ ألمانيا، وقد أقيم في قلعة فارتبورغ بالقرب من مدينة آيزناخ في تورينغن. كان الملجأ السابق للمصلح مارتن لوثر يعتبر رمزًا وطنيًا وكان التجمع احتجاجًا على السياسة الرجعية وكلاينشتاتراي.

## التاريخ
بعد «حرب التحرير» ضد فرنسا ونابليون، أحس أناس كثيرون بمرارة بعد تحطم أحلام الوحدة الألمانية إثر مؤتمر فيينا. تجمدت الإصلاحات الديمقراطية، واتخذت الحكومات إجراءات صارمة ضد حرية الصحافة والحق في تكوين الجمعيات.
في عام 1815 أسس الطلاب من يينا منظمة الشباب التوتونية من أجل تشجيع الوحدة الألمانية في الجامعة. وقد شارك كثير منهم كجنود متطوعين في ساحات القتال ضد نابليون، على سبيل المثال في فيلق لوتسو الحر بألوانه السوداء والحمراء والذهبية التي اعتمدت كعلم لألمانيا. تظاهر الطلبة الألمان من أجل إقامة دولتهم الوطنية ودستورٍ ليبرالي وأدانت القوى الرجعية في الدول الألمانية الناشئة حديثاً.
بمناسبة الذكرى المئوية الثلاثة لتعليق مارتن لوثر لأطروحته، والذكرى الرابعة لمعركة الأمم الدامية في لايبزيغ، نظمت جماعات طلابية مهرجاناً في فارتبورغ. كانت هذه القلعة ملجأً لمارتن لوثر. لترجمته الكتاب المقدس هناك واضعاً بالتالي معايير للغة الألمانية، باتت رمزاً للقومية الألمانية.
كان الحدث الرئيسي إحراقاً للكتب استهدف الأعمال الأدبية الرجعية، وتحطيم رموز النابليونية. وقد استخدم هذا القانون مبرراً ليحرق النازيون الكتب في عام 1933.
كما استُخدِم الحدث نفسه مبررًا لقمع المزيد من القوى الليبرالية، مثل مراسيم كارلسباد الصادرة سنة 1819.
في عام 1832، أقيم مهرجان هامباخ بطريقة مماثلة. وعُقِد مهرجان ثاني في فارتبورغ خلال ثورات عام 1848 في الدول الألمانية.